# Poveda de las Cintas (kommunhuvudort)
Poveda de las Cintas är en kommunhuvudort i Spanien.   Den ligger i provinsen Provincia de Salamanca och regionen Kastilien och Leon, i den centrala delen av landet, 150 km nordväst om huvudstaden Madrid. Poveda de las Cintas ligger 821 meter över havet och antalet invånare är 303.
Terrängen runt Poveda de las Cintas är platt. Runt Poveda de las Cintas är det ganska glesbefolkat, med 27 invånare per kvadratkilometer. Närmaste större samhälle är Peñaranda de Bracamonte, 16,8 km söder om Poveda de las Cintas. Trakten runt Poveda de las Cintas består till största delen av jordbruksmark.